# ぎふナビ!
ぎふナビ!は、2020年（令和2年）4月3日から2022年（令和4年）3月25日までぎふチャンで毎週金曜日に放送されていた情報番組である。正式な番組名は「生放送　ぎふナビ!」。

## 概要
- 生放送の情報番組である。放送時間は毎週金曜日20：00 - 20：57。
- ラジオのパーソナリティスタイルで放送される番組で、ラジオブースのセットが使用される予定であった。
- 様々なジャンルの県内の旬な話題を取り上げる。また、県内で活躍する方々にスポットを当て応援する番組である。
- 後番組は『めっちゃぎふわかるてれび』(2022年4月8日スタート）[1]。

## 出演者
- 宮本忠博
- 國生千代

### 過去の出演者
- 濱田咲織

## 番組内コーナー
- イチオシナビ
- スポーツナビ
- オデカケナビ
- まちづくりナビ
- 暮らしを応援！フレーフレーダンス！
- SKE48のおねだりギフト
  - SKE48のメンバーが県内の商品やサービスを、毎回出される課題に挑戦し視聴者へのギフト（プレゼント）を獲得するコーナー（ミニ番組）である。バックナンバーは無料動画サービスGYAO!で配信されている。
- 日本まんなか直送便プラス
- GO!GO!FC岐阜
- スタートダッシュ